# United States Special Operations Command

Embleem van USSOCOM

Het United States Special Operations Command (USSOCOM) is een deel van het Amerikaanse ministerie van Defensie dat als taak heeft de verschillende operaties van speciale eenheden in het Amerikaanse leger, de luchtmacht, de marine en het marinierskorps te overzien. Het is een Unified Combatant Command van het ministerie van Defensie; dat wil zeggen dat het is samengesteld uit meerdere takken van de Amerikaanse strijdkrachten. Het hoofdkwartier van USSOCOM bevindt zich op de MacDill Air Force Base in Tampa (Florida). Anno 2016 is generaal Raymond A. Thomas de commandant van USSOCOM.